# Голованово (Новосибирская область)
Голованово — посёлок в Барабинском районе Новосибирской области. Входит в состав Новочановского сельсовета.

## География
Площадь посёлка — 31 гектар

## История
В 1976 г. Указом президиума ВС РСФСР посёлок фермы № 2 совхоза «Барабинский» переименован в Голованово.

## Население
| 2002 | 2007 | 2010 |
| ---- | ---- | ---- |
| 211  | ↘196 | ↘145 |

## Инфраструктура
В посёлке по данным на 2007 год функционируют 1 учреждение здравоохранения, 1 образовательное учреждение.